# Монголска кухня
Монголската кухня включва кулинарните традиции на монголците, коренния народ на Монголия. Суровият континентален климат на Монголия е оказал влияние на местната диета, така че монголската кухня е съставена основно от млечни продукти, месо и животински мазнини. Зеленчуци и подправки се използват рядко. Поради географската си близост и дълбоките исторически връзки с Китай и Русия, монголската кухня е също така повлияна от китайската и руската кухня.

## Основни черти
Монголските номади се издържат пряко от продуктите на домашните животни, като говеда, коне, камили, якове, овце, кози и дивеч. Месото е готвено, използвано в супи и кнедли (буз, банш, манти, хушур) или изсушавано за зимата. Монголската диета включва големи количества животински мазнини, които са нужни на монголците за да издържат студените зими и трудната работа. Зимните температури достигат -40 °C и работата навън изисква достатъчно енергийни запаси. От мляко се приготвят множество напитки, както и сирене и други млечни продукти.
Номадите в селските райони по принцип се самоиздържат. Пътниците могат да намерят юрти, на определени интервали близо до пътя, които изпълняват функцията на опростени ресторанти. В юртите монголците обикновено готвят в железни или алуминиеви тенджери, поставени върху малка печка на дърва или сухи животински изпражнения.

## Традиционни ястия
Едно от най-разпространените селски ястия е готвено овнешко месо, често без никакви други съставки. В градските райони се приготвят сварени кнедли с плънка от месо. Също така, кнедли се варят във вода (банш, манти) или запържени в овнешка мазнина (хушур). Други ястия комбинират месо с ориз или пресни нудъли, приготвени в различни яхнии (тсуйван, будати хурга) или супи (гурилтай шол).
Най-изненадващият начин на готвене се използва само при специални поводи. В този случай, месото (честно заедно със зеленчуци) се готви, с помощта на камъни, които са били предварително нагорещени в огън. Това се прави обикновено с парчета овнешко в запечатана в метална кутия за мляко (хорхог) или в стомашната кухина на обезкостена козел или мармот (бодог).
Млякото се вари, докато се отдели каймака. Останалото обезмаслено мляко се обработва до сирене (бяслаг), изсушава от извара (арул), кисело мляко, кефир или се прави лек млечен алкохол (шимин арки). Най-известната национална напитка е кумис, който е ферментирано кобилско мляко. Популярна зърнена закуска е ечемика, който бива пържен и омесен с малц. В резултат се получава брашно, което се яде като каша с млечна мазнина и захар или се пие заедно с млечен чай. Често срещано ежедневно питие е подсоления млечен чай (сутей цай), който може да се превърне в супа, като се добави ориз, месо или банш. Като резултат от руското влияние по времето на социализма, водката също е добила известна популярност чрез изненадващ брой местни марки.
Конското месо се яде в Монголия и може да се набави в повечето магазини за хранителни стоки.
Монголските сладки включва бортсог – вид бисквита, която се яде при специални случаи.
Водката е най-популярното алкохолно питие – водка Чингис (кръстена на Чингис хан) е най-разпространената марка и има дял от около 30% на алкохолния пазар.